# Starwood Capital Group
 (août 2025).
Si vous disposez d'ouvrages ou d'articles de référence ou si vous connaissez des sites web de qualité traitant du thème abordé ici, merci de compléter l'article en donnant les références utiles à sa vérifiabilité et en les liant à la section « Notes et références ».
Pour les articles homonymes, voir Starwood (homonymie).
Starwood Capital Group (SCG) est une société privée de gestion d'investissements (société d'investissement alternatif) qui opère dans le secteur immobilier mondial (gestion hôtelière incluse) ainsi que dans le secteur pétrolier et gazier et les infrastructures énergétiques. SCG travaille pour des investisseurs partenaires, institutionnels et privés. Le groupe cible de manière égale les lots résidentiels de maisons uni familiales, et les appartements en copropriété, les hôtels, les bureaux, les surfaces de vente, les zones industrielles, ou encore golfs et des terrains destinés aux activités de loisirs.
SCG est en 2021 une des plus grandes sociétés d’investissement des États-Unis, et possède des bureaux à Londres, Luxembourg, Bombay et Tōkyō.

## Histoire
Créée en 1991, Starwood Capital Group était déjà en 2005 détenteur d'un portefeuille diversifié représentant plus de 9 milliards de dollars américains (USD) de biens immobiliers. Les quatorze années précédentes, SCG a conclu (ou joué un rôle de conseil sur) plus de 300 transactions allant d’un million USD à 14,6 milliards USD. Le groupe a piloté la création et le développement de plusieurs entreprises leaders sur leur marché, dont iStar Financial (NYSE : SFI), l’entreprise cotée spécialisée dans le financement de prêts immobiliers hypothécaires, de prêts mezzanine et de baux immobiliers.
Le fonds opportuniste le plus récent de la société (Starwood Distressed Opportunity Fund XII), a été clos en octobre 2021 avec des engagements de capital dépassant les 10 milliards USD, dépassant les 7,6 milliards USD levés pour le fonds opportuniste précédent. La société et ses filiales possèdent 16 bureaux dans sept pays à travers le monde et comptent actuellement environ 4 000 employés.
Via des véhicules privés et via Starwood Real Estate Income Trust (une FPI non-cotée avec environ 7 milliards de dollars US de capitaux levés, et gérant environ 13 milliards de dollars US d'actifs), SCG dit opérer de manière opportuniste en ciblant ses actifs et ses zones géographiques selon l'évolution de la dynamique risque/rendement. Ses opérations peuvent atteindre plusieurs milliards de dollars.

## Filiales
Starwood gère notamment Starwood Property Trust (NYSE : STWD), le premier fonds d'investissement immobilier hypothécaire commercial des États-Unis (plus de 72 milliards de dollars de capital depuis sa création, pour un portefeuille de plus de 19 milliards de dollars en investissements en dette et en actions).

## Gouvernance
Le PDG est Barry Sternlicht (ancien PDG de Starwood Hotels & Resorts Worldwide (société crée par lui en 1995 ; il est aussi conseiller principal d'une entreprise concurrente : Invitation Homes (NYSE : INVH), qui est le plus grand investisseur, propriétaire et exploitant de maisons unifamiliales coté en bourse aux Etats Unis.
En 2021, l'entreprise affirme cibler la neutralité carbone et reconnaitre les « Principes pour l'investissement responsable soutenus par les Nations Unies » (UNPRI). Elle dit s'engager à « respecter des normes élevées dans l'industrie en matière d'investissement responsable sur le plan environnemental et social ».

## Historique
En 2005, Starwood Capital Group fait l’acquisition du Groupe Taittinger et de la Société du Louvre et de ses sociétés affiliées, dont la Cristallerie Baccarat, les parfums Annick Goutal, l’Hôtel Lutetia, l’Hôtel du Louvre à Paris et l’Hôtel Martinez à Cannes. En 2013, plusieurs de ces entreprises n'appartiennent plus à Starwood Capital.
En 30 ans, de 1991 à 2021, Starwood Capital dit avoir levé plus de 65 milliards de dollars de capitaux pour en 2021 gérer environ 100 milliards de dollars d'actifs dans plus de 30 pays.
Fin 2021, selon Bloomberg, Starwood Capital Group a décidé d'acheter (pour plus de 1 milliard de dollars) 2 300 maisons uni-familiales à louer. Il les achètera à son concurrent Pretium Partners qui dispose alors d'environ 77 000 de ces maisons achetées sous les prix du marché à l'occasion des saisies de maisons qui ont suivi la crise des subprimes et la crise de 2007.